# Niszczyciele rakietowe typu Cassard
Niszczyciele rakietowe typu Cassard (FAA70) – seria dwóch francuskich niszczycieli rakietowych (we Francji klasyfikowanych jako fregaty) należących do Francuskiej Marynarki Wojennej. Okręty są przeciwlotniczą odmianą niszczycieli typu Georges Leygues.

## Okręty
- D614 „Cassard”
- D615 „Jean Bart”